# Wikyuwamkamusenaikata
Wikyuwamkamusenaikata / =painted lodge,/ jedna od brojnih bandi Cree Indijanaca, porodica Algonquian, koji su 1865. živjeli blizu Fort de Prairie na Sjeverozapadnom teritoriju u Kanadi. Ime su uzeli prema jednom svom poglavici. Spominje ih Hayden (1862.).